# ムルト川
ムルト川 （ムルトがわ、Meurthe）は、フランス、ロレーヌ地方を流れる川。ライン川の準支流にあたり、ヴォージュ県のオネックとCol de la schlucht（fr）の間が水源である。
ムルト川の名は、1791年から1870年まで存在したムルト県のもととなった。県は、ドイツ帝国に併合された後できたムルト＝エ＝モゼル県の一部となっている。
ナンシー近郊のコミューン、ポンペにてモゼル川と合流する。

## 流域のコミューン
- ヴォージュ県 - フレーズ、サン＝ディエ＝デ＝ヴォージュ、ラオン＝レタプ
- ムルト＝エ＝モゼル県 - バカラ、リュネヴィル、ナンシー